# Mazda Luce

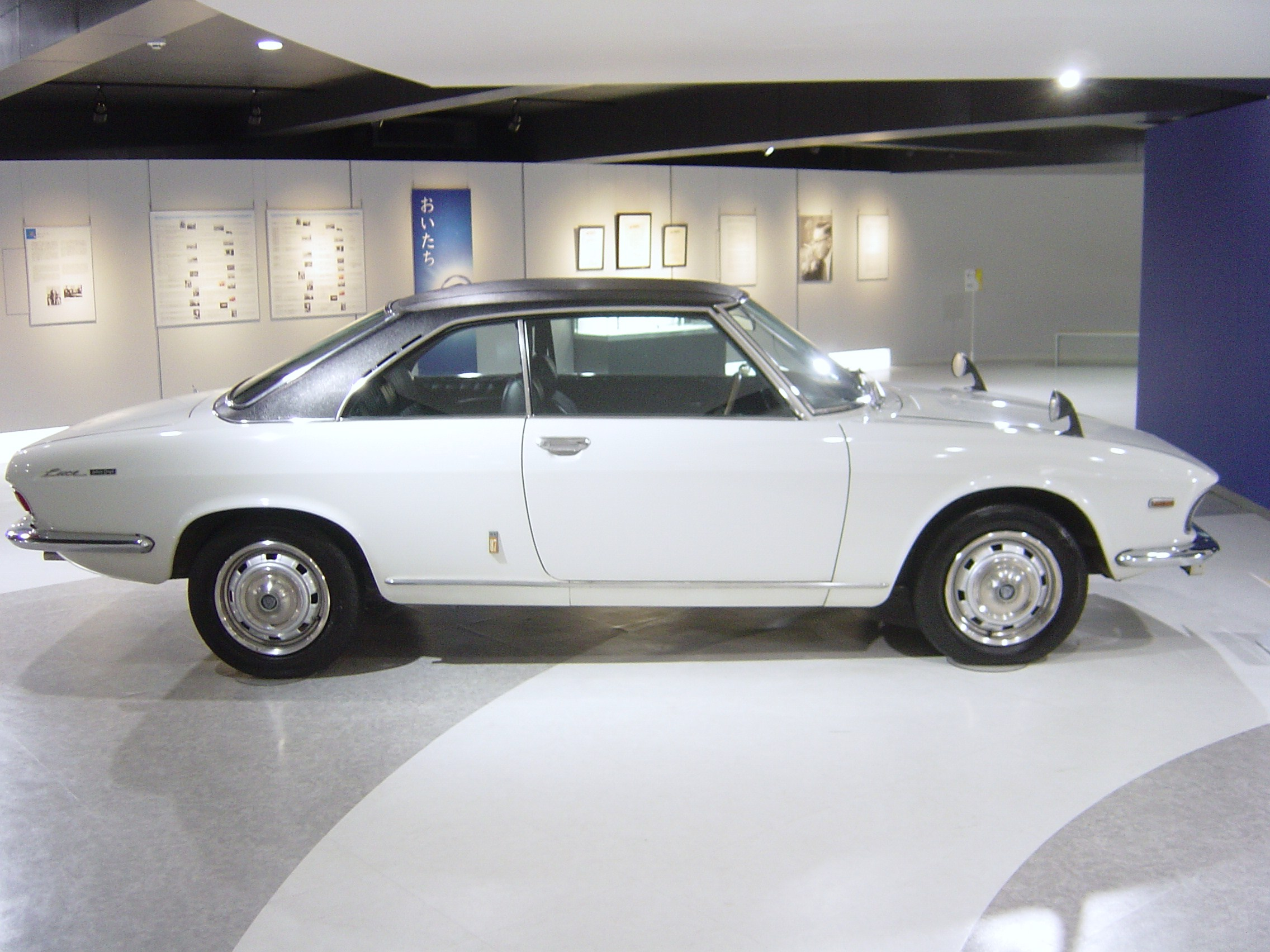
Mazda Luce Rotary (R130)

Der Mazda Luce war ein PKW der oberen Mittelklasse, den Mazda in Japan für den japanischen und US-amerikanischen Markt in den Jahren 1965 bis 1998 herstellte:
- 1965–1972 als Mazda 1500,
- 1968–1973 als Mazda 1800,
- 1969–1972 als Mazda R130,
- 1972–1977 als Mazda RX-4 und
- 1973–1998 als Mazda 929.